# عدالت (مجموعه تلویزیونی)
عدالت (انگلیسی: Justice؛‏ کره‌ای: 저스티스) یک مجموعه تلویزیونی محصول کره جنوبی سال ۲۰۱۹ با بازی |چوی جین هیوک، سون هیون جو، نانا و پارک سونگ هون است. این مجموعه بر پایه وب ناول عدالت به نویسندگی جانگ هو است. این مجموعه از ۱۷ ژوئیه تا ۵ ستامبر ۲۰۱۹، روزهای چهادشنبه و پنجشنبه ساعت ۲۲:۰۰ (کی‌اس‌تی) از کی‌بی‌اس۲ پخش شد.

## بازیگران

### اصلی
- چوی جین هیوک در نقش لی ته کیونگ[۳] (۳۴ سال)
- سون هیون جو در نقش سونگ وو یونگ[۴] (۵۳ سال)
- نانا در نقش سو یون آه[۵] (۳۰ سال)
- پارک سونگ هون در تقش تاک سو هو[۶] (۳۳ سال)